# Rencontres déconnomiques
Les Rencontres déconnomiques constituent un forum d'échanges entre grand public et économistes alternatifs, organisées chaque année à Aix-en-Provence, en France, le premier week-end de juillet.

## Historique
Les Rencontres déconnomiques ont été initiées et animées dès l’origine par des militants locaux des Amis du Monde diplomatique, d’Attac ou des Cafés repaires relayant l’émission radiophonique désormais disparue Là-bas si j'y suis de Daniel Mermet sur France Inter. Le rendez-vous annuel des Rencontres fait figure de point d’orgue national d’une campagne locale permanente d’éducation populaire.  
Selon les initiateurs des Rencontres, la naissance de cet évènement résulte du constat qu'ils établissent :
- d'aveuglement des économistes orthodoxes n'ayant pas vu survenir la crise bancaire et financière systémique de 2007-2009 ;
- d'omniprésence de ces mêmes économistes dans les médias ;
- de l'inféodation de ces derniers au système bancaire et financier qui souvent les rémunère.

Au terme de ce constat, l'article de Renaud Lambert, publié dans Le Monde diplomatique de mars 2012 dénonçant les liens entre économistes et groupes bancaires fait figure d'élément déclencheur dans la naissance des Rencontres déconnomiques.
Le choix de la date et du lieu ne doit rien au hasard ; la manifestation se déroule en effet simultanément aux Rencontres économiques d'Aix-en-Provence organisées quant à elles par le Cercle des économistes d'inspiration libérale. Créées en 2012, les Rencontres déconnomiques veulent être ainsi l'expression d'une pensée économique hétérodoxe clairement alternative aux politiques austéritaires d'inspiration monétaristes et néo-libérales.

## Organisation

### Déroulement
Outre les lieux universitaires aixois, les débats ont lieu en plein air, dans les parcs, les brasseries, les cinémas, les places, rues et parcs publics d'Aix-en-Provence afin d'interpeller le grand public et souligner le caractère délibérément non élitiste des échanges.

### Activités
La citation de Condorcet résume la philosophie des organisateurs : 

« Le suffrage universel peut conduire à la dictature des imbéciles lorsqu’il n’est pas assorti d’une instruction publique éclairant les esprits. »

Aussi pour contrer la pensée dominante, les Rencontres déconnomiques se veulent être à la fois didactiques, joyeuses, créatives et studieuses. Afin de souligner l'inanité théorique — selon eux — de la pensée économique néo-libérale, les intervenants reçoivent lors de leur intronisation la distinction suprême des déconnomistes : le fameux nez rouge. Cet acte de dérision jubilatoire figure de manière emblématique dans le logotype et les affiches des Rencontres déconnomiques créées par Siné.

## Éditions

### Participants
Quelques participants des différentes éditions :
- Gilles Balbastre
- Jean-Pierre  Berlan[5]
- Aurélien  Bernier
- Dominique Bourg
- Jean-Philippe Desbordes
- Gérard Filoche
- Jacques Généreux
- Jean-Paul Guevara (ambassadeur de la Bolivie en France)
- Serge Halimi
- Liêm Hoang-Ngoc
- Hervé Kempf
- Danièle Linhart
- Frédéric Lordon
- Daniel Mermet
- Gérard Mordillat
- Corinne Morel Darleux
- Michel Mujica (ambassadeur du Venezuela en France)
- Gilles Perret
- François Ruffin
- Pablo Servigne
- Phloem Sev[6]
- Audrey Vernon

### Liste des éditions
- 2012 : « Loin des micros, loin des caméras : une pensée économique foisonnante » (6, 7 et 8 juillet 2012)[7].
- 2013 : les Rencontres n'ont pas eu lieu.
- 2014 : « Comment remettre l'histoire sociale en marche » (4, 5 et 6 juillet 2014)[8].
- 2015 : « Le capitalisme est fini ! Si vous le voulez » (3, 4 et 5 juillet 2015)[9].
- 2016 : « Les multinationales peuvent-elles sauver le climat ? » (1, 2 et 3 juillet 2016)[10].
- 2017 : « Travail, robots, revenus…et la joie de vivre ? » (7, 8 et 9 juillet 2017)[11].
- 2018 : « La monnaie dans tous ses é(E)tats » (6, 7 et 8 juillet 2018)[12].
- 2019 : Dans quel monde voulons-nous vivre ? (5, 6 et 7 juillet 2019)
- 2020: La guerre des riches (3, 4 et 5 juillet 2020). ANNULE pour cause de coronavirus.